# Incendios forestales de Mari
Los incendios forestales de Mari ocurrieron durante el verano de 1921 en el Óblast autónomo Mari en la RSFS de Rusia (actual República de Mari-El, en Rusia). 
Se quemaron unos 2660 km², sobre todo de bosques de pinos. Los incendios causaron la muerte de 35 personas y de 1000 cabezas de ganado; y 60 aldeas fueron destruidas. El efecto del fuego fue incrementado por los fuertes vientos.
Este desastre natural dañó fuertemente la economía de la zona, ya paralizada por la hambruna de 1921. 